# Ганди, Карамчанд
Карамча́нд Уттамча́нд Га́нди (гудж. કરમચંદ ઉત્તમચંદ ગાંધી, хинди करमचंद उत्तमचंद गांधी, англ. Karamchand Uttamchand Gandhi; 1822, Порбандар — 16 ноября 1885, Британская Индия), также известен как Каба Га́нди (англ. Kaba Gandhi) — индийский государственный деятель, диван (главный министр) Порбандара. Отец одного из руководителей и идеологов движения за независимость Индии от Великобритании — Махатмы Ганди.
Предки Карамчанда были заняты на государственной службе, а его отец Уттамчанд Ганди стал советником (диваном) при радже Порбандара. После ухода в отставку Уттамчанд рекомендовал на своё место младшего сына Карамчанда.
У Карамчанда не было формального образования. Он учился на собственном опыте, наблюдая за работой своего отца и посещая религиозные церемонии. Однако были некоторые области, в которых он никогда особо не разбирался, такие как география и история.
Карамчанд был женат четыре раза. Первые две жены скончались, оставив ему по дочери. Брак с третьей был бездетным. В 1859 году Ганди женился на Путлибай (1844 — 15 июня 1891), которая впоследствии родила ему дочь Ралиат (1862—1960) и троих сыновей: Лаксмидаса (1863—1914), Карсандаса (1866—1913) и Мохандаса (1869—1948).
В 1883 году, торопясь на свадьбу двоих младших сыновей, Карамчанд попал в аварию (его экипаж перевернулся) и получил ранения. В следующие годы его здоровье всё больше ухудшалось, и он скончался 16 ноября 1885 года в возрасте 63 лет.